# Trousdale megye
Trousdale megye az Amerikai Egyesült Államokban, azon belül Tennessee államban található. Megyeszékhelye és legnagyobb városa Hartsville. Lakosainak száma 11 615 fő (2020. április 1.). Trousdale megye Macon, Smith, Wilson és Sumner megyékkel határos.

## Népesség
A megye népességének változása:
| Lakosok száma | 7874 | 7832 | 7802 | 7828 | 8042 | 11 615 |
|               | 2010 | 2011 | 2012 | 2013 | 2015 | 2020   |